# Rend Collective

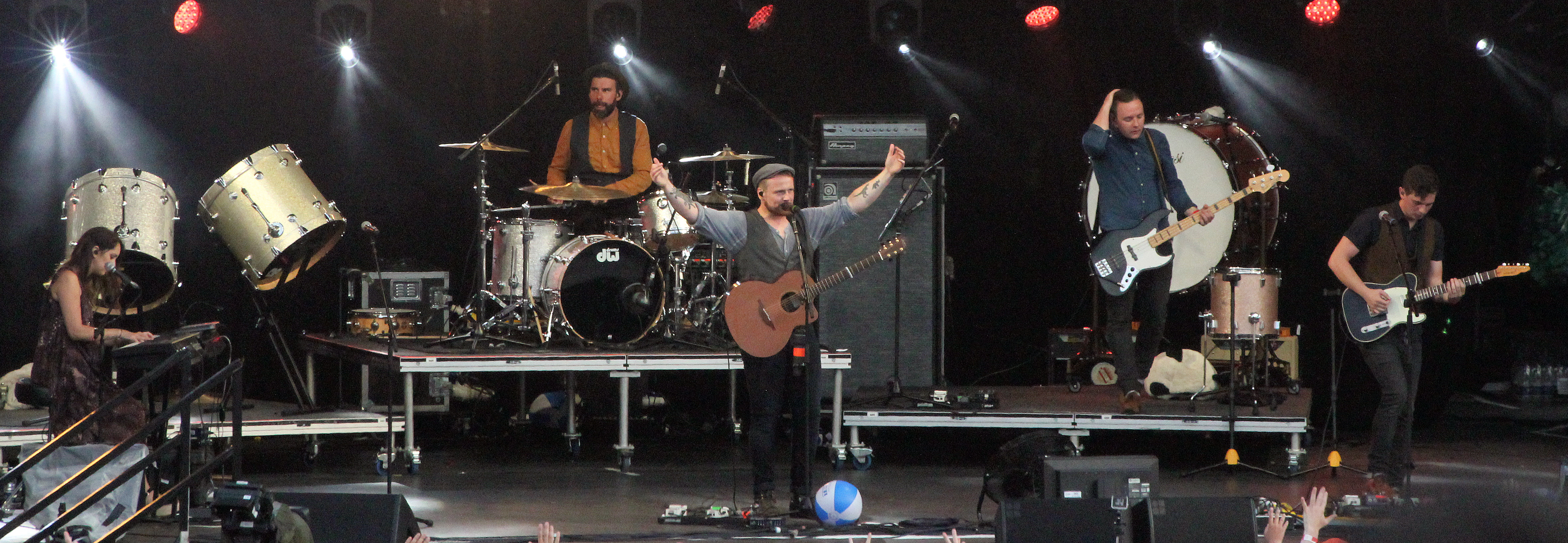
Rend Collective bei einem Auftritt (2017)

Rend Collective ist eine nordirische christliche Folk-Rock-Lobpreis-Band. Die aktuelle Besetzung besteht aus Gareth Gilkeson, Chris Llewellyn, Ali Gilkeson, Patrick Thompson und Steve Mitchell.

## Geschichte
Rend Collective entstand um das Jahr 2001 unter dem Namen Rend Collective Experiment in der Bangor Elim Church. Das erste Studioalbum Organic Family Hymnal erschien am 28. September 2010. Auf dem Album Good News erschien 2018 das Lied Marching On, welches die erste Zusammenarbeit von Hillsong Young & Free und Rend Collective ist.
In Deutschland erlangte Rend Collective vor allem mit dem Lied Boldly I Approach Bekanntheit. Dieses wird unter anderem als deutsches Cover von der Outbreakband unter dem Titel Mutig komm ich vor den Thron gespielt. Im Rahmen ihrer weltweiten The Good News Tour traten Rend Collective 2018 auch in Deutschland, unter anderem in Köln und Ludwigsburg, auf.
2019 veröffentlichten sie als Rend Co. Kids ihr erstes Album mit der Zielgruppe Kinder.

## Diskografie

### Alben
| Jahr | Titel                                    | Höchstplatzierung, Gesamtwochen, AuszeichnungChartplatzierungen (Jahr, Titel, Platzierungen, Wochen, Auszeichnungen, Anmerkungen) | Höchstplatzierung, Gesamtwochen, AuszeichnungChartplatzierungen (Jahr, Titel, Platzierungen, Wochen, Auszeichnungen, Anmerkungen) | Höchstplatzierung, Gesamtwochen, AuszeichnungChartplatzierungen (Jahr, Titel, Platzierungen, Wochen, Auszeichnungen, Anmerkungen) | Höchstplatzierung, Gesamtwochen, AuszeichnungChartplatzierungen (Jahr, Titel, Platzierungen, Wochen, Auszeichnungen, Anmerkungen) | Anmerkungen                              |
| Jahr | Titel                                    | CH | UK | US | Christ | Anmerkungen                              |
| ---- | ---------------------------------------- | --- | --- | --- | --- | ---------------------------------------- |
| 2010 | Organic Family Hymnal                    | — | — | — | Christ47 (1 Wo.)Christ | Erstveröffentlichung: 28. September 2010 |
| 2012 | Homemade Worship by Handmade People      | — | — | — | Christ23 (6 Wo.)Christ | Erstveröffentlichung: 10. Januar 2012    |
| 2013 | Campfire: Worship & Community Reimagined | — | — | US97 (1 Wo.)US | Christ7 (60 Wo.)Christ | Erstveröffentlichung: 28. Januar 2013    |
| 2014 | The Art of Celebration                   | — | UK28 (2 Wo.)UK | US13 (10 Wo.)US | Christ1 (72 Wo.)Christ | Erstveröffentlichung: 13. März 2014      |
| 2014 | Campfire Christmas, Vol. I               | — | — | US61 (1 Wo.)US | Christ4 (5 Wo.)Christ | Erstveröffentlichung: 17. November 2014  |
| 2015 | As Family We Go                          | CH65 (1 Wo.)CH | UK19 (2 Wo.)UK | US33 (1 Wo.)US | Christ1 (45 Wo.)Christ | Erstveröffentlichung: 21. August 2015    |
| 2016 | Campfire II: Simplicity                  | — | — | US99 (1 Wo.)US | Christ3 (15 Wo.)Christ | Erstveröffentlichung: 7. Oktober 2016    |
| 2018 | Good News                                | CH89 (1 Wo.)CH | UK85 (1 Wo.)UK | US70 (1 Wo.)US | Christ1 (41 Wo.)Christ | Erstveröffentlichung: 19. Januar 2018    |
| 2019 | Sparkle. Pop. Rampage.                   | — | — | — | — | Erstveröffentlichung: 30. August 2019    |
| 2020 | Choose to Worship                        | — | — | — | Christ3 (3 Wo.)Christ | Erstveröffentlichung: 27. März 2020      |
| 2020 | A Jolly Irish Christmas, Volume II       | — | — | — | Christ38 (1 Wo.)Christ | Erstveröffentlichung: 23. Oktober 2020   |
| 2022 | Whosoever                                | — | — | — | Christ32 (… Wo.)Christ | Erstveröffentlichung: 26. August 2022    |
| 2025 | Folk!                                    | — | — | — | — | Erstveröffentlichung: 6. Juni 2025       |

### Singles
| Jahr | Titel Album                                                 | Höchstplatzierung, Gesamtwochen, AuszeichnungChartsChartplatzierungen (Jahr, Titel, Album, Platzierungen, Wochen, Auszeichnungen, Anmerkungen) | Anmerkungen                             |
| Jahr | Titel Album                                                 | Christ | Anmerkungen                             |
| ---- | ----------------------------------------------------------- | --- | --------------------------------------- |
| 2012 | Second Chance Homemade Worship by Handmade People           | Christ24 (10 Wo.)Christ |                                         |
| 2013 | Build Your Kingdom Here Homemade Worship by Handmade People | Christ12 (29 Wo.)Christ |                                         |
| 2014 | My Lighthouse The Art of Celebration                        | Christ17 Platin · (21 Wo.)Christ | Verkäufe: + 1.000.000                   |
| 2015 | You Will Never Run As Family We Go                          | Christ19 (27 Wo.)Christ |                                         |
| 2016 | Joy of the Lord As Family We Go                             | Christ25 (20 Wo.)Christ |                                         |
| 2017 | Rescuer (Good News) Good News                               | Christ14 (25 Wo.)Christ |                                         |
| 2018 | Counting Every Blessing Good News                           | Christ8 (31 Wo.)Christ |                                         |
| 2019 | Your Name Is Power Choose to Worship                        | Christ12 (34 Wo.)Christ | Erstveröffentlichung: 28. Juni 2019     |
| 2019 | Revival Anthem Choose to Worship                            | Christ50 (1 Wo.)Christ | Erstveröffentlichung: 4. Oktober 2019   |
| 2020 | I Choose to Worship Choose to Worship                       | Christ44 (2 Wo.)Christ | Erstveröffentlichung: 10. Juli 2020     |
| 2023 | Hallelujah Anyway Whosoever                                 | Christ15 (… Wo.)Christ | Erstveröffentlichung: 17. November 2023 |
| 2025 | Fight of My Life Folk!                                      | Christ48 (… Wo.)Christ | Erstveröffentlichung: 24. Januar 2025   |

Weitere Singles
- 2016: Every Giant Will Fall
- 2020: Sing It from the Shackles